# پارک ملی برجومی-خاراگائولی
پارک ملی برجومی-خاراگائولی (به لاتین: Borjomi-Kharagauli National Park) یک پارک ملی در گرجستان است که در برجومی واقع شده‌است.